# Synk: Hyper Line
Synk: Hyper Line foi a primeira turnê mundial do girl group sul-coreano Aespa, em apoio às seus extended plays Savage (2021), Girls (2022) e My World (2023). A turnê começou em 25 de fevereiro de 2023, em Seul, Coreia do Sul, e terminou em 30 de setembro de 2023, em Paris, França. A turnê consistiu em 31 shows em 21 cidades de 12 países ao redor do mundo.

## Antecedentes
Em 1 de dezembro de 2022, o site oficial japonês de Aespa anunciou que o grupo faria sua primeira turnê no Japão, com o nome da turnê anunciado como "Aespa Live Tour 2023 'Synk: Hyper Line'" em 20 de janeiro de 2023. Durante o mesmo dia, a SM Entertainment anunciou que faria um show na Coreia do Sul pela primeira vez desde a estreia do grupo no Jamsil Indoor Stadium nos dias 25 e 26 de fevereiro. Em abril, dois shows foram adicionados no Tokyo Dome e um show em Jacarta foi adicionado no mês seguinte. Em 19 de maio, a turnê foi expandida para a América do Norte, América do Sul e Europa com 14 datas.

## Repertório
Repertório
A seção abaixo contém o repertório do concerto.
1. "Girls"
2. "Aenergy"
3. "I'll Make You Cry"
4. "Savage"
5. "Menagerie" (solo de Karina)[A]
6. "Illusion"
7. "Lucid Dream"
8. "Thirsty"
9. "Dreams Come True"
10. "Lips" (solo de Winter)[A]
11. "Life's Too Short" (versão em coreano)
12. "I'm Unhappy"
13. "Don't Blink"[A]
14. "Lingo"
15. "2Hot4U" (solo de Giselle)[A]
16. "Iconic"
17. "Hot Air Balloon"[A]
18. "Yeppi Yeppi"
19. "Yolo"[A]
20. "Wake Up" (solo de Ningning)[A]
21. "Salty & Sweet"
22. "Next Level"
23. "Black Mamba"

Bônus

1. "Till We Meet Again"
2. "ICU"

1. "Girls"
2. "Aenergy"
3. "I'll Make You Cry"
4. "Savage"
5. "Menagerie" (solo de Karina)
6. "Illusion"
7. "Lucid Dream"
8. "Thirsty"
9. "Dreams Come True"
10. "Keep Going" (novo solo de Giselle)
11. "Life's Too Short"
12. "I'm Unhappy"
13. "Lingo"
14. "Don't Blink"
15. "Shine We Are!" (solo de Winter) (cover de BoA)
16. "Iconic"
17. "Hot Air Balloon"
18. "Yeppi Yeppi"
19. "Hold On Tight (remix)"
20. "Spicy"
21. "Yolo"
22. "Wake Up" (solo de Ningning)
23. "Salty & Sweet"
24. "Next Level" (remix de banda)
25. "Black Mamba" (versão orquestra)

Bônus

1. "Till We Meet Again"
2. "Welcome To My World"
3. "ICU"

1. "Girls"
2. "Aenergy"
3. "I'll Make You Cry"
4. "Savage"
5. "Menagerie" (solo de Karina)
6. "Illusion"
7. "Lucid Dream"
8. "Thirsty"
9. "Dreams Come True"
10. "Lips" (solo de Winter)
11. "Life's Too Short" (versão em inglês)
12. "Welcome To My World"
13. "Don't Blink"
14. "2Hot4U" (solo de Giselle)
15. "Yeppi Yeppi"
16. "Yolo"
17. "Hold On Tight"
18. "Spicy"
19. "Better Things"
20. "Wake Up" (solo de Ningning)
21. "Salty & Sweet"
22. "Next Level"
23. "Black Mamba"

## Datas
| Data                    | Cidade           | País           | Local                              | Audiência |
| Ásia                    | Ásia             | Ásia           | Ásia                               | Ásia      |
| ----------------------- | ---------------- | -------------- | ---------------------------------- | --------- |
| 25 de fevereiro de 2023 | Seul             | Coreia do Sul  | Jamsil Arena Beyond Live           | 10,000    |
| 26 de fevereiro de 2023 | Seul             | Coreia do Sul  | Jamsil Arena Beyond Live           | 10,000    |
| 15 de março de 2023     | Osaka            | Japão          | Osaka-jō Hall                      | 110,000   |
| 16 de março de 2023     | Osaka            | Japão          | Osaka-jō Hall                      | 110,000   |
| 18 de março de 2023     | Osaka            | Japão          | Osaka-jō Hall                      | 110,000   |
| 19 de março de 2023     | Osaka            | Japão          | Osaka-jō Hall                      | 110,000   |
| 1 de abril de 2023      | Tóquio           | Japão          | Ginásio Nacional Yoyogi            | 110,000   |
| 2 de abril de 2023      | Tóquio           | Japão          | Ginásio Nacional Yoyogi            | 110,000   |
| 15 de abril de 2023     | Saitama          | Japão          | Saitama Super Arena                | 110,000   |
| 16 de abril de 2023     | Saitama          | Japão          | Saitama Super Arena                | 110,000   |
| 29 de abril de 2023     | Nagoia           | Japão          | Nippon Gaishi Hall                 | 110,000   |
| 30 de abril de 2023     | Nagoia           | Japão          | Nippon Gaishi Hall                 | 110,000   |
| 24 de junho de 2023     | Jacarta          | Indonésia      | Indonesia Convention Exhibition    | 7,000     |
| 29 de julho de 2023     | Bangkok          | Tailândia      | Thunder Dome                       | 10,000    |
| 30 de julho de 2023     | Bangkok          | Tailândia      | Thunder Dome                       | 10,000    |
| 5 de agosto de 2023     | Tóquio           | Japão          | Tokyo Dome                         | 94,000    |
| 6 de agosto de 2023     | Tóquio           | Japão          | Tokyo Dome                         | 94,000    |
| América do Norte        |                  |                |                                    |           |
| 13 de agosto de 2023    | Los Angeles      | Estados Unidos | Crypto.com Arena                   | 10.000    |
| 18 de agosto de 2023    | Dallas           | Estados Unidos | O Pavilhão da Toyota Music Factory | —         |
| 22 de agosto de 2023    | Miami            | Estados Unidos | James L. Knight Center             | —         |
| 25 de agosto de 2023    | Atlanta          | Estados Unidos | Fox Theatre                        | —         |
| 27 de agosto de 2023    | Washington, D.C. | Estados Unidos | O Teatro no MGM National Harbor    | —         |
| 30 de agosto de 2023    | Chicago          | Estados Unidos | Rosemont Theatre                   | —         |
| 2 de setembro de 2023   | Boston           | Estados Unidos | MGM Music Hall                     | —         |
| 5 de setembro de 2023   | Nova Iorque      | Estados Unidos | Barclays Center                    | —         |
| 8 de setembro de 2023   | Cidade do México | México         | Palacio de los Deportes            | —         |
| América do Sul          |                  |                |                                    |           |
| 11 de setembro de 2023  | São Paulo        | Brasil         | Espaço Unimed                      | —         |
| 14 de setembro de 2023  | Santiago         | Chile          | Teatro Caupólican                  | —         |
| Europa                  |                  |                |                                    |           |
| 25 de setembro de 2023  | Berlim           | Alemanha       | Columbiahalle                      | —         |
| 28 de setembro de 2023  | Londres          | Reino Unido    | The O2                             | 10,000    |
| 30 de setembro de 2023  | Paris            | França         | Dôme de Paris                      | 5,000     |
| Total                   | Total            | Total          | Total                              | 256,000   |